# Geobranding
Geobranding er branding af et geografisk område. I Danmark ses branding af steder typisk blandt kommuner.